# Estadio Nusay
El Estadio Nusay (en turcomano: Nusaý stadiony) es un estadio de fútbol ubicado en la ciudad de Asjabad en Turkmenistán.

## Historia
Fue conocido como Estadio Nisa-Chandybil y cuenta con capacidad para 3000 espectadores, siendo actualmente la sede de FC Ashgabat y en algunos casos de la selección nacional.
Fue sede en la Clasificación de AFC para la Copa Mundial de Fútbol de 1998, la primera aparición de Turkmenistán en una clasificación mundialista.